# Bill Clinton Kalonji
Pour les articles homonymes, voir Bill Clinton (homonymie), Clinton, Kalonji et McIntosh.
Didier Mukeba Kalonji, connu sous les noms de scène Bill Clinton, Monseigneur Dangwé et Macintosh, né le 4 juillet 1981 à Kinshasa, est un chanteur et animateur de la république démocratique du Congo.

## Biographie
Né en 1981, il fait partie d'un groupe local puis est sollicité pour être intégré au groupe Wenge Musica Maison Mère à partir de 1997. Il y devient célèbre et même « inoubliable » selon David Van Reybrouck.
En 2004, il se sépare de ce groupe et fonde le groupe Les Marquis De Maison-Mère qui devient ensuite Marquis de Samouraïs. Les Samouraïs sont ses musiciens, avec qui il réalise plusieurs albums, notamment un quatrième album intitulé Kulumbimbi et sorti en 2011.
Bill Clinton Macintosh se produit régulièrement sur les scènes kinoises et congolaises, par exemple à la FIKIN ou au festival Amani en 2015.

## Discographie

### Albums
- 2005 : Kizoba Zoba[réf. nécessaire]
- 2006 : Pression[5]
- 2007 : Palpitation Totale[5]
- 2008 : Tshikimbwa[5]
- 2011 : Kulumbimbi[2]
- 2013 : Fuku Shima[5]